# Ruta 734 (Costa Rica)
La Ruta 734, oficialmente Ruta Nacional Terciaria 734, es una ruta nacional de Costa Rica ubicada en las provincias de Alajuela y Guanacaste.

## Descripción
En la provincia de Alajuela, la ruta atraviesa el cantón de San Carlos (el distrito de  Venado).
En la provincia de Guanacaste, la ruta atraviesa el cantón de Tilarán (el distrito de Arenal).